# Diego Cubas
Diego Silva Cubas (Joinville, 14 de março de 1986) é um tenista brasileiro, que atuou profissionalmente de 2002 a 2006.

## Trajetória esportiva
Diego iniciou no tênis aos seis anos de idade, por influência de seu pai e irmãos. Conquistou diversos títulos a nível nacional e internacional no circuito juvenil de tênis, dentre eles o sul-americano por equipes em 1998, na Argentina; em 2000, na Venezuela; e em 2002 no Chile; a Copa Gerdau de Tênis, no Brasil; o Torneo Reggio Emilia, na Itália; e o Mondial Paris Cadets Trophee, na França, em 2002.
Sua principais vitórias no circuito juvenil foram em cima de Fabio Fognini, Eduardo Schwank e Pablo Cuevas, em 2002; e Andy Murray, Juan Martin del Potro e Robin Haase, em 2004. 
Tenista profissional desde 2002, disputou a Copa Davis de 2004 contra a Venezuela. No mesmo ano, conquistou dois títulos da série futures de duplas ao lado de Marcelo Melo, em Guarulhos e Fortaleza.
No ano de 2007, após sucessivas lesões, decidiu integrar a equipe de tênis da Universidade da Carolina do Sul, da primeira divisão (NCAA) nos Estados Unidos, mas não obteve resultados muito expressivos no tênis universitário, alcançando o top 30 em simples e o top 20 em duplas.
Seu melhor ranking de simples da ATP foi 699, em 8 de novembro de 2004; e seu melhor ranking de duplas foi 651, em 18 de julho de 2005.